# Francia - Italia di rugby a 15
Il primo incontro tra le nazionali di rugby a 15 di Francia e Italia si tenne il 17 ottobre 1937 al Parco dei Principi di Parigi; la partita fu vinta dai transalpini per 43 a 5.
La prima vittoria italiana di sempre contro i francesi è di quasi sessant'anni posteriore, il 22 marzo 1997 a Grenoble, per 40-32.
Dal 2007 è in palio tra le due Nazionali il trofeo Giuseppe Garibaldi, da assegnarsi in occasione dell'annuale incontro durante il Sei Nazioni.

## Incontri
| N° | Data              | Sede              | Impianto                    | Incontro         | Risultato | Vincitrice | Competizione       |
| -- | ----------------- | ----------------- | --------------------------- | ---------------- | --------- | ---------- | ------------------ |
| 1  | 17 ottobre 1937   | Parigi            | Parco dei Principi          | Francia — Italia | 43–5      | Francia    | Coppa Europa       |
| 2  | 17 maggio 1952    | Milano            | Arena Civica                | Italia — Francia | 8–17      | Francia    | Coppa Europa       |
| 3  | 26 aprile 1953    | Lione             | Stade de Gerland            | Francia — Italia | 22–8      | Francia    | Test match         |
| 4  | 24 aprile 1954    | Roma              | Stadio dei Centomila        | Italia — Francia | 12–39     | Francia    | Coppa Europa       |
| 5  | 10 aprile 1955    | Grenoble          | Stadio Lesdiguières         | Francia — Italia | 24–0      | Francia    | Test match         |
| 6  | 2 aprile 1956     | Padova            | Stadio Silvio Appiani       | Italia — Francia | 3–16      | Francia    | Test match         |
| 7  | 21 aprile 1957    | Agen              | Stadio Armandie             | Francia — Italia | 38–6      | Francia    | Test match         |
| 8  | 7 aprile 1958     | Napoli            | Stadio del Vomero           | Italia — Francia | 3–11      | Francia    | Test match         |
| 9  | 29 marzo 1959     | Nantes            | Stadio Marcel Saupin        | Francia — Italia | 22–0      | Francia    | Test match         |
| 10 | 17 aprile 1960    | Treviso           | Stadio di Monigo            | Italia — Francia | 0–26      | Francia    | Test match         |
| 11 | 2 aprile 1961     | Chambéry          | Stade Municipal             | Francia — Italia | 17–0      | Francia    | Test match         |
| 12 | 22 aprile 1962    | Brescia           | Stadio Mario Rigamonti      | Italia — Francia | 3–6       | Francia    | Test match         |
| 13 | 14 aprile 1963    | Grenoble          | Stadio Lesdiguières         | Francia — Italia | 14–12     | Francia    | Test match         |
| 14 | 20 marzo 1964     | Parma             | Stadio Ennio Tardini        | Italia — Francia | 3–12      | Francia    | Test match         |
| 15 | 18 aprile 1965    | Pau               | Stade de la Croix du Prince | Francia — Italia | 21–0      | Francia    | Test match         |
| 16 | 9 aprile 1966     | Napoli            | Arenaccia                   | Italia — Francia | 0–21      | Francia    | Coppa Europa       |
| 17 | 26 marzo 1967     | Tolone            | Stadio Mayol                | Francia — Italia | 60–13     | Francia    | Coppa Europa       |
| 18 | 14 ottobre 1995   | Buenos Aires      | Stadio Etcheverri           | Francia — Italia | 34–22     | Francia    | Coppa Latina       |
| 19 | 22 marzo 1997     | Grenoble          | Stadio Lesdiguières         | Francia — Italia | 32–40     | Italia     | Coppa Europa       |
| 20 | 18 ottobre 1997   | Auch              | Stadio Jacques Foroux       | Francia — Italia | 30–19     | Francia    | Coppa Latina       |
| 21 | 1º aprile 2000    | Saint-Denis       | Stade de France             | Francia — Italia | 42–31     | Francia    | Sei Nazioni        |
| 22 | 3 marzo 2001      | Roma              | Stadio Flaminio             | Italia — Francia | 19–30     | Francia    | Sei Nazioni        |
| 23 | 2 febbraio 2002   | Saint-Denis       | Stade de France             | Francia — Italia | 32–12     | Francia    | Sei Nazioni        |
| 24 | 23 marzo 2003     | Roma              | Stadio Flaminio             | Italia — Francia | 27–53     | Francia    | Sei Nazioni        |
| 25 | 21 febbraio 2004  | Saint-Denis       | Stade de France             | Francia — Italia | 25–0      | Francia    | Sei Nazioni        |
| 26 | 19 marzo 2005     | Roma              | Stadio Flaminio             | Italia — Francia | 13–56     | Francia    | Sei Nazioni        |
| 27 | 25 febbraio 2006  | Saint-Denis       | Stade de France             | Francia — Italia | 37–12     | Francia    | Sei Nazioni        |
| 28 | 3 marzo 2007      | Roma              | Stadio Flaminio             | Italia — Francia | 3–39      | Francia    | Sei Nazioni        |
| 29 | 9 marzo 2008      | Saint-Denis       | Stade de France             | Francia — Italia | 25–13     | Francia    | Sei Nazioni        |
| 30 | 21 marzo 2009     | Roma              | Stadio Flaminio             | Italia — Francia | 8–50      | Francia    | Sei Nazioni        |
| 31 | 14 marzo 2010     | Saint-Denis       | Stade de France             | Francia — Italia | 46–20     | Francia    | Sei Nazioni        |
| 32 | 12 marzo 2011     | Roma              | Stadio Flaminio             | Italia — Francia | 22–21     | Italia     | Sei Nazioni        |
| 33 | 4 febbraio 2012   | Saint-Denis       | Stade de France             | Francia — Italia | 30–12     | Francia    | Sei Nazioni        |
| 34 | 3 febbraio 2013   | Roma              | Stadio Olimpico             | Italia — Francia | 23–18     | Italia     | Sei Nazioni        |
| 35 | 9 febbraio 2014   | Saint-Denis       | Stade de France             | Francia — Italia | 30–10     | Francia    | Sei Nazioni        |
| 36 | 15 marzo 2015     | Roma              | Stadio Olimpico             | Italia — Francia | 0–29      | Francia    | Sei Nazioni        |
| 37 | 19 settembre 2015 | Londra            | Twickenham                  | Francia — Italia | 32–10     | Francia    | Coppa del Mondo    |
| 38 | 6 febbraio 2016   | Saint-Denis       | Stade de France             | Francia — Italia | 23–21     | Francia    | Sei Nazioni        |
| 39 | 11 marzo 2017     | Roma              | Stadio Olimpico             | Italia — Francia | 18–40     | Francia    | Sei Nazioni        |
| 40 | 23 febbraio 2018  | Marsiglia         | Vélodrome                   | Francia — Italia | 34–17     | Francia    | Sei Nazioni        |
| 41 | 16 marzo 2019     | Roma              | Stadio Olimpico             | Italia — Francia | 14–25     | Francia    | Sei Nazioni        |
| 42 | 30 agosto 2019    | Saint-Denis       | Stade de France             | Francia — Italia | 47–19     | Francia    | Test match         |
| 43 | 9 febbraio 2020   | Saint-Denis       | Stade de France             | Francia — Italia | 35–22     | Francia    | Sei Nazioni        |
| 44 | 28 novembre 2020  | Saint-Denis       | Stade de France             | Francia — Italia | 36–5      | Francia    | Autumn Nations Cup |
| 45 | 6 febbraio 2021   | Roma              | Stadio Olimpico             | Italia — Francia | 10–50     | Francia    | Sei Nazioni        |
| 46 | 6 febbraio 2022   | Saint-Denis       | Stade de France             | Francia — Italia | 37–10     | Francia    | Sei Nazioni        |
| 47 | 5 febbraio 2023   | Roma              | Stadio Olimpico             | Italia — Francia | 24–29     | Francia    | Sei Nazioni        |
| 48 | 6 ottobre 2023    | Lione             | Parc Olympique Lyonnais     | Francia — Italia | 60–7      | Francia    | Coppa del Mondo    |
| 49 | 25 febbraio 2024  | Villeneuve d'Ascq | Stadio Pierre Mauroy        | Francia — Italia | 13–13     | pareggio   | Sei Nazioni        |
| 50 | 23 febbraio 2025  | Roma              | Stadio Olimpico             | Italia — Francia | 24–73     | Francia    | Sei Nazioni        |

## Riepilogo
| Sede            | Giocate | Vittorie Francia | Vittorie Italia | Pareggi | Punti Francia | Punti Italia |
| --------------- | ------- | ---------------- | --------------- | ------- | ------------- | ------------ |
| In Francia      | 27      | 25               | 1               | 1       | 874           | 327          |
| In Italia       | 20      | 18               | 2               | 0       | 588           | 213          |
| In campo neutro | 2       | 2                | 0               | 0       | 66            | 32           |
| Totale          | 49      | 45               | 3               | 1       | 1 528         | 527          |